# Ratpenat barbut canós
El ratpenat barbut canós (Chalinolobus nigrogriseus) és una espècie de ratpenat de la família dels vespertiliònids que només es troba a Austràlia i Papua Nova Guinea.